# Bomboloni (singolo)
Bomboloni è un singolo della cantante rock italiana Gianna Nannini, pubblicato nell'agosto 1996 dall'etichetta discografica Polydor. Il brano è stato tratto dalla raccolta, intitolata anch'essa Bomboloni, uscita il 29 agosto 1996, che celebra i vent'anni di carriera dell'artista.

## Descrizione
La canzone, apparentemente nonsense, gioca fortemente sull'antitesi bomboloni/bombe: da una parte il piacere del dolce, dall'altra l'atrocità della guerra.
La copertina del disco mostra la Nannini da piccola, che si finge venditrice di bomboloni. Il video, girato a Imola e diretto da Stefano Salvati, vede tra l'altro la partecipazione di Alessandro Nannini, fratello della cantautrice.
Il brano è stato scritto dalla stessa Nannini e da lei prodotto insieme a Mauro Malavasi, Marco Bertoni e Enrico Serotti.

## Tracce
1. Bomboloni
2. Bomboloni
3. Ottava vita